# Oficyna Wydawnicza Politechniki Warszawskiej
Oficyna Wydawnicza Politechniki Warszawskiej jest wydawnictwem Politechniki Warszawskiej specjalizującym się w wydawaniu skryptów, podręczników, monografii oraz prac naukowych autorstwa głównie wykładowców Politechniki Warszawskiej.
Siedziba mieści się przy ulicy Polnej 50 w Warszawie.